# Croatia Open Umag 2024 - Qualificazioni singolare
Le qualificazioni del singolare del Croatia Open Umag 2024 sono state un torneo di tennis preliminare per accedere alla fase finale della manifestazione. I giocatori vincitori dell'ultimo turno sono entrati di diritto nel tabellone principale. In caso di ritiro di uno o più giocatori aventi diritto a questi, sono subentrati i lucky loser, ossia i giocatori che hanno perso nell'ultimo turno ma che avevano una classifica più alta rispetto agli altri giocatori che avevano comunque perso nel turno finale.

## Teste di serie
1. Jozef Kovalík (primo turno)
2. Marco Trungelliti (qualificato)
3. Oriol Roca Batalla (primo turno)
4. Tseng Chun-hsin (ultimo turno, lucky loser)

1. Jaime Faria (primo turno)
2. Henrique Rocha (ultimo turno)
3. Nick Hardt (primo turno)
4. Zsombor Piros (primo turno)

## Qualificati
1. Filip Misolic
2. Guido Andreozzi

1. Marco Trungelliti
2. Enzo Couacaud

### Lucky loser
1. Tseng Chun-hsin

## Tabellone

### Sezione 1
|  | Primo turno | Primo turno         | Primo turno | Primo turno | Primo turno |  |  | Ultimo turno | Ultimo turno        | Ultimo turno        | Ultimo turno | Ultimo turno |  |
|  |             |                     |             |             |             |  |  |              |                     |                     |              |              |  |
|  | 1           | Jozef Kovalík       | 4           | 7           | 3           |  |  |              |                     |                     |              |              |  |
|  |             | Filip Misolic       | 6           | 6           | 6           |  |  |              | Filip Misolic       | Filip Misolic       | 6            | 6            |  |
|  |             | David Jordà Sanchis | 7           | 5           | 7           |  |  |              | David Jordà Sanchis | David Jordà Sanchis | 3            | 4            |  |
|  | 7           | Nick Hardt          | 63          | 7           | 65          |  |  |              |                     |                     |              |              |  |

### Sezione 2
|  | Primo turno | Primo turno     | Primo turno     | Primo turno | Primo turno |  |  | Ultimo turno | Ultimo turno    | Ultimo turno    | Ultimo turno | Ultimo turno |  |
|  |             |                 |                 |             |             |  |  |              |                 |                 |              |              |  |
|  | Alt         | Nino Serdarušić | Nino Serdarušić | 4           | 4           |  |  |              |                 |                 |              |              |  |
|  | Alt         | Guido Andreozzi | Guido Andreozzi | 6           | 6           |  |  | Alt          | Guido Andreozzi | Guido Andreozzi | 6            | 7            |  |
|  | WC          | Deni Žmak       | Deni Žmak       | 2           | 4           |  |  | 4            | Tseng Chun-hsin | Tseng Chun-hsin | 4            | 5            |  |
|  | 4           | Tseng Chun-hsin | Tseng Chun-hsin | 6           | 6           |  |  |              |                 |                 |              |              |  |

### Sezione 3
|  | Primo turno | Primo turno       | Primo turno       | Primo turno | Primo turno |  |  | Ultimo turno | Ultimo turno      | Ultimo turno      | Ultimo turno | Ultimo turno |  |
|  |             |                   |                   |             |             |  |  |              |                   |                   |              |              |  |
|  | 2           | Marco Trungelliti | Marco Trungelliti | 6           | 6           |  |  |              |                   |                   |              |              |  |
|  | WC          | Matija Pecotić    | Matija Pecotić    | 3           | 3           |  |  | 2            | Marco Trungelliti | Marco Trungelliti | 6            | 6            |  |
|  | 8           | Zsombor Piros     | Zsombor Piros     | 1           | 64          |  |  | 6            | Henrique Rocha    | Henrique Rocha    | 3            | 2            |  |
|  | 6           | Henrique Rocha    | Henrique Rocha    | 6           | 7           |  |  |              |                   |                   |              |              |  |

### Sezione 4
|  | Primo turno | Primo turno        | Primo turno | Primo turno | Primo turno |  |  | Ultimo turno | Ultimo turno  | Ultimo turno  | Ultimo turno | Ultimo turno |  |
|  |             |                    |             |             |             |  |  |              |               |               |              |              |  |
|  | 3           | Oriol Roca Batalla | 3           | 7           | 1           |  |  |              |               |               |              |              |  |
|  |             | Renzo Olivo        | 6           | 5           | 6           |  |  |              | Renzo Olivo   | Renzo Olivo   | 0            | 1            |  |
|  |             | Enzo Couacaud      | 6           | 4           | 6           |  |  |              | Enzo Couacaud | Enzo Couacaud | 6            | 6            |  |
|  | 5           | Jaime Faria        | 0           | 6           | 2           |  |  |              |               |               |              |              |  |